# منيبة (اسم)
منيبة هو اسم علم مؤنث من أصل عربي، ومعناه هو من الفعل رهف، اللطيفة الحساسة الدقيقة.

## الأصل اللغوي
والمنيب هو المطر الكثير. وأنتِ منيبة والمنيب من أناب الى الله ورجع إليه مرة بعد أخرى وأنتِ منيبة والمنيب من أناب غيره ليقوم مقامه وينوب عنه وأنتِ منيبة

## شخصيات تحمل الاسم
- منيبة مزاري (3 مارس 1987 – )

## وصلات خارجية
- موسوعة السلطان قابوس لأسماء العرب